# Albuca karooica
Albuca karooica är en sparrisväxtart som beskrevs av U.Müll.-doblies. Albuca karooica ingår i släktet Albuca och familjen sparrisväxter. Inga underarter finns listade i Catalogue of Life.